# Havsgös
Havsgös (Argyrosomus regius) är en semipelagisk havsfisk (det vill säga, den lever både vid bottnen och i högre skikt) som tillhör ordningen abborrartade fiskar.

## Utseende
Havsgösen är avlång med stora fjäll och en dubbel ryggfena, där den främre, taggstråliga delen är hög men kort, och den bakre är mjukstrålig. Färgen på ovansidan är gråbrun, mörkare på ryggen och ljusare på sidorna. Buken är silvrigt ljus, och munhålan är gul.
Maxlängden är 220 cm, även om den vanligtvis inte blir mer än 150 cm. Maximala vikten har uppmätts till 103 kg.

## Vanor
Arten är semipelagisk och kan gå ner till 300 meters djup. Den föredrar sandbotten. Havsgösen kan gå in i flodmynningar, ungdjur kan även gå upp i floderna. Födan utgörs av fiskar och pelagiska kräftdjur.
Arten leker under våren och lägger pelagiska ägg.

## Utbredning
Havsgösen finns i östra Atlanten från Island, runt Brittiska öarna via Nordsjön och Sydnorge till Medelhavet, Svarta havet och Västafrika. Den finns även i Röda havet, dit den har kommit via Suezkanalen.

## Kommersiell användning
Arten är populär både som sport- och matfisk och fiskas kommersiellt.